# Хапу
Хапу (маор. hapū) — маорійський клан, суспільно-політична одиниця  новозеландського народу маорі. Кілька хапу складали іві (плем'я). Хапу, в свою чергу, могло складатися з больш ніж сотні людей, об'єднаних у фанау (маор. whānau, великі родини), які контролювали частину племенних земель. 
Хапу називалися, як правило, на честь спільного пращура чи важливої історичної події.
Значна частина хапу існували як цілком самостійні суспільні одиниці, маючи тісну взаємодію з представниками інших іві. 
Стійкість хапу суттєво залежала від здатності захищати власні території. Фактично захист кланових земель був головною політичною функцією хапу.. Крім того, представники хапу допомагали один одному у рибальстві, обробці землі, будівництві каное та фортифікаційних споруд па. Багато предметів і споруд, що відігравали суттєву роль у житті всього хапу, знаходилися у спільній власності (бойові каное, будинок зібрань тощо). 
Якщо батьки дитини належали до різних хапу, то дитина користувалася правами (зокрема й земельними) в обох хапу. Хоча в цілому права визначалися за місцем проживання.. Втім, коли людина довгий час не брала участі в житті хапу, мешкаючи в цей час з представниками іншого хапу, то вона, як правило, позбавлялася будь-яких прав, набутих в хапу від народження..
Кожне хапу очолював вождь, який у свою чергу, підпорядковувався верховному вождю  іві. Вожді хапу в цілому вважалися рівними між собою, але певна ієрархія між ними все-таки існувала.. 
Коли чисельність хапу ставала дуже великою, деякі його члени під зверхністю сина чи братів вождя могли стати самостійною суспільно-політичною одиницею. .